# Metawithius spiniventer
Metawithius spiniventer är en spindeldjursart som beskrevs av Vladimir V. Redikorzev 1938. Metawithius spiniventer ingår i släktet Metawithius och familjen Withiidae.

## Underarter
Arten delas in i följande underarter:
- M. s. pauper
- M. s. spiniventer